# Brzeźnik (szczyt)
Brzeźnik (555 m n.p.m.) – wzniesienie w południowo-zachodniej Polsce, w Sudetach Zachodnich, w Rudawach Janowickch, w paśmie Wzgórz Karpnickich.

## Położenie
Wzniesienie położone jest w Sudetach Zachodnich, w południowo-zachodniej części Rudaw Janowickch, na południowo-wschodnim krańcu pasma Wzgórz Karpnickich. Od Góry Parkowej oddziela go Przełęcz pod Brzeźnikiem. Wznosi się na północ od centrum  miejscowości Kowary.

## Charakterystyka
Wzniesienie o wyraźnie zaznaczonym wierzchołku, stanowiące odosobniony masyw, w postaci kopulastego wzniesienia, o stromo opadających zboczach i nieco łagodniejszym wschodnim. Wznosi się nad prawym brzegiem Jedlicy, pomiędzy Bukowcem po północnej stronie a Kowarami po południowej stronie. Położenie góry, nad doliną Jedlicy, oraz kopulasty kształt góry i wyraźnie wyniesiona część szczytowa, czynią górę rozpoznawalną w terenie.

## Budowa geologiczna
Zbudowane z waryscyjskich granitów porfirowatych, w których występuje augit z hornblendą i żyły aplitowe. Na południowo-zachodnim zboczu, poniżej szczytu wzniesienia, występuje grupa granitowych bloków skalnych "Babie Skały", dochodzących do 10 m wysokości. Poniżej Babich Skał, u podnóża wzniesienia, znajduje się wyrobisko po nieczynnym kamieniołomie.

## Roślinność
Cały szczyt i zbocza porasta las świerkowe z domieszką innych gatunków drzew liściastych.

## Zagospodarowanie
Zbocza poniżej szczytu trawersuje kilka leśnych dróg i ścieżek.

## Ochrona przyrody
Wzniesienie położone jest na terenie Rudawskiego Parku Krajobrazowego.

## Historia
Masyw Brzeźnika wraz z rozległym parkiem krajobrazowym należącego do rezydencji w Bukowcu, ze względu na położenie i walory krajobrazowe w pierwszej połowie XIX wieku, gdy rozpoczęto planowe kształtowanie okolicznego krajobrazu, objęty został programem kształtowania sentymentalnego krajobrazu. Na zboczach wzniesienia wykonano ścieżki spacerowe prowadzące na szczyt, a na szczycie pod koniec XIX wieku wykonano punkt widokowy.  Po latach góra zarosła drzewami. Jednak później dokonano wycinki drzew przez Nadleśnictwo Śnieżka. W przeszłości góra nosiła nazwy:Birkberg, Schlüssel-Berg, Birk Berg.

## Inne
- W przeszłości pod szczytem  istniał folwark, który, przekształcił się w górną część wsi.
- Na północ od szczytu położona jest miejscowość Bukowiec a na południowy wschód Kowary.
- Po południowo-zachodniej stronie u podnóża wzniesienia przebiega granica Rudawskiego Parku Krajobrazowego.

## Ciekawostki
- Z kamieniołomu na Brzeźniku wykorzystywano kamień do budowy tunelu kolejowego] pod Przełęczą Kowarską.
- Na południowo-zachodnim zboczu, przy zbiegu ulic Jakielońskiej i Jeleniogórskiej w Kowarach stoi stary krzyż kamienny z wyrytą na nim dzidą. Wiek krzyża ani powód jego fundacji, nie są znane. Nazywany jest on często krzyżem pokutnym, co jednak nie ma podstaw w  dowodach ani badaniach, a jest oparte jedynie na nieuprawnionym założeniu, że wszystkie stare kamienne krzyże monolitowe, zwłaszcza te z rytami broni,  o których pochodzeniu nie zachowały się żadne informacje,  są krzyżami pokutnymi (pojednania)[2], chociaż w  rzeczywistości powód fundacji takich krzyży może być różnoraki, tak jak każdego innego krzyża. Niestety hipoteza ta stała się na tyle popularna, że zaczęła być odbierana jako fakt i pojawiać się w lokalnych opracowaniach, informatorach czy przewodnikach jako faktyczna informacja, bez uprzedzenia, że jest to co najwyżej luźny domysł bez żadnych bezpośrednich dowodów.

## Turystyka
Przez wschodnie zbocze góry prowadzi szlak turystyczny:
- - niebieski prowadzącego z Karpnik przez Bukowiec na Przełęcz Kowarska.